# 第二号哨戒特務艇
第二号哨戒特務艇（だいにごうしょうかいとくむてい）は、日本海軍の特務艇（哨戒特務艇）。第一号型哨戒特務艇の2番艇。

## 艇歴
マル戦計画の特務艇、第2121号艦型の2番艇、仮称艦名第2122号艦として計画。1944年11月5日、第二号哨戒特務艇と命名されて第一号型哨戒特務艇の2番艇に定められ、本籍を横須賀鎮守府と仮定。1945年4月30日、船体概成により株式会社山西造船鉄工所から横須賀海軍工廠へ引き渡し。5月20日竣工し、本籍を横須賀鎮守府に定められ、連合艦隊第二十二戦隊第一監視艇隊に編入。哨戒線へ出撃した記録は残されていない。
7月1日、第一監視艇隊から削除され舞鶴防備隊に編入。終戦時は横浜に所在、もしくは舞鶴で掃海作業中。戦後は川崎港の旭造船所に回航され、同地で繋留放置。
1947年2月1日、行動不能艦艇（特）に定められる。5月3日、第二号哨戒特務艇は海軍編制の廃止に伴い除籍された。5月31日、旭造船所で東京財務局神奈川管財支所長立会いのもと、渡部某に引き渡された。11月22日、在東京アメリカ極東海軍司令部から、本船の漁船への改造許可が出された。